# São João da Urtiga
São João da Urtiga is een gemeente in de Braziliaanse deelstaat Rio Grande do Sul. De gemeente telt 5.123 inwoners (schatting 2009).

## Aangrenzende gemeenten
De gemeente grenst aan Cacique Doble, Carlos Gomes, Centenário, Paim Filho en Sananduva.